# Moraine Park Museum and Amphitheater
Le Moraine Park Museum and Amphitheater est un district historique du comté de Larimer, dans le Colorado, aux États-Unis. Protégé au sein du parc national de Rocky Mountain, il est lui-même inscrit au Registre national des lieux historiques depuis le 15 juin 2005.
Le district comprend notamment le Moraine Park Discovery Center, un musée et office de tourisme du National Park Service déjà inscrit au Registre national des lieux historiques depuis le 8 octobre 1976. Une autre de ses propriétés contributrices est le Moraine Park Amphitheater, situé plus à l'ouest.